# Fosso

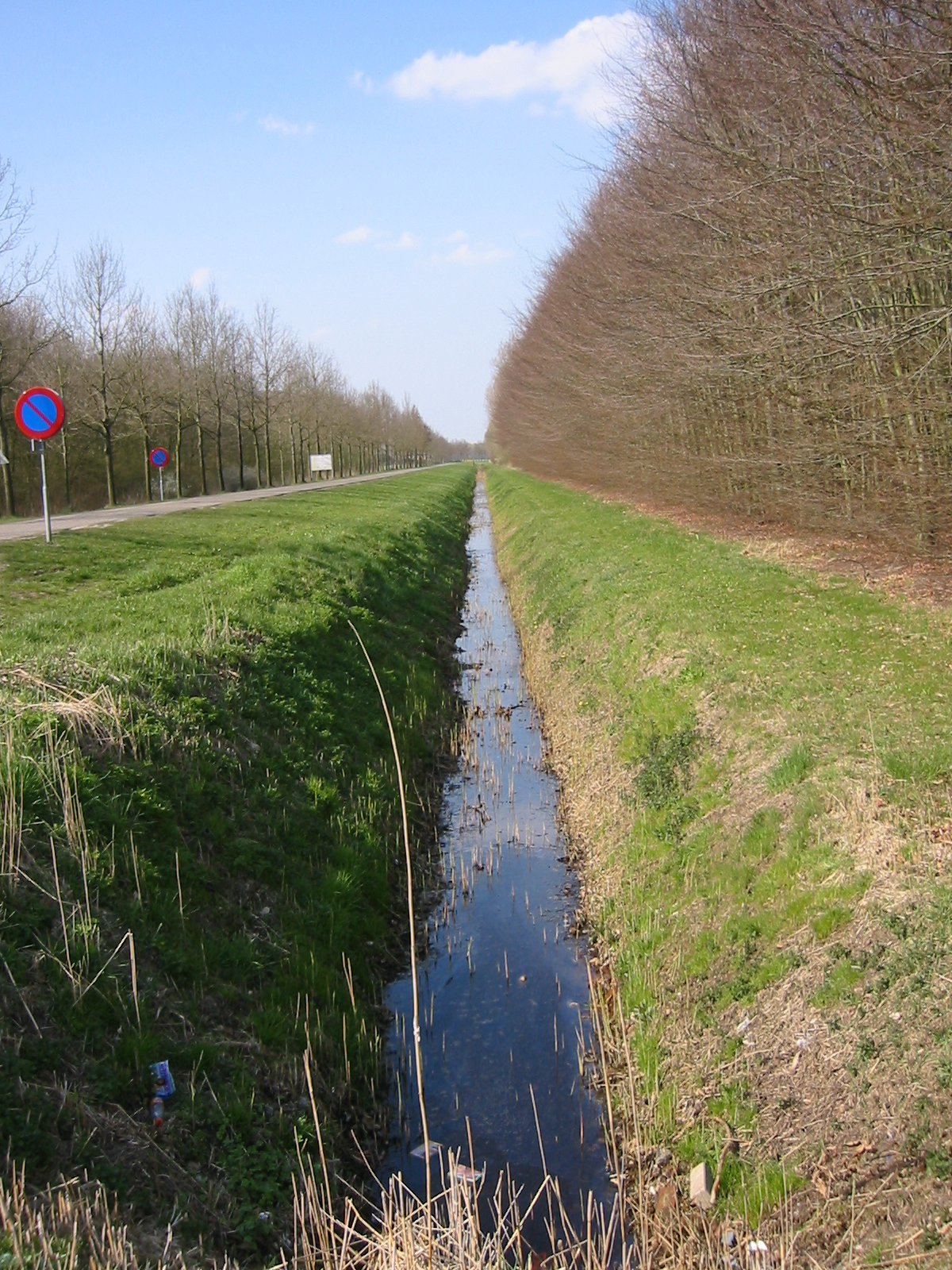
Un fosso nei Paesi Bassi

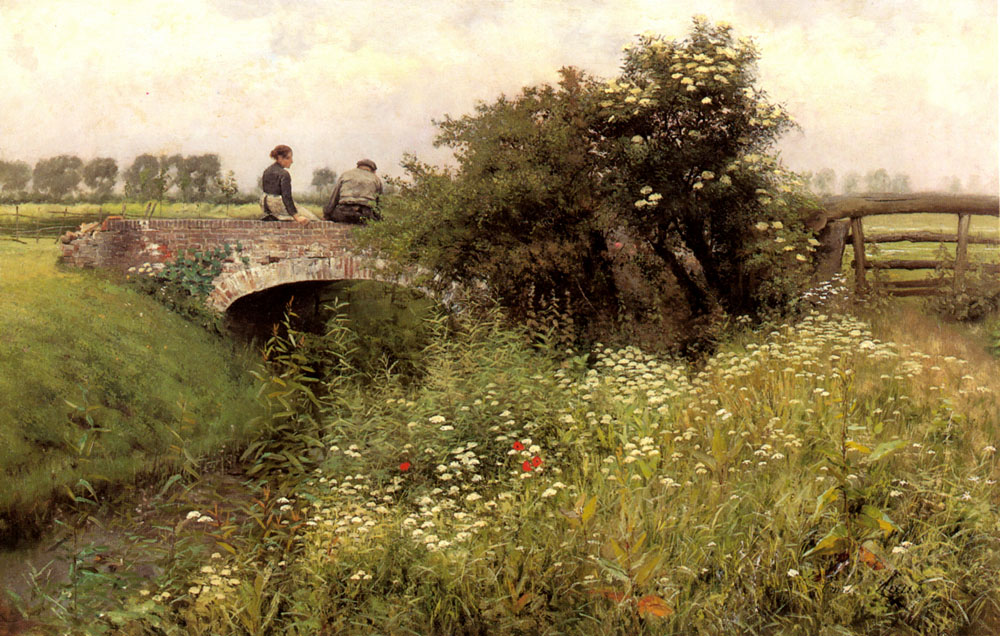
Esempio di un grande fosso per il drenaggio nelle Fiandre in un'opera di Émile Claus (XIX secolo)

Il fosso è un avvallamento del terreno di dimensioni variabili, naturale o artificiale, destinato allo scorrimento delle acque o ad altri scopi.

## Storia
È un'importante opera idrica diffusa nell'Italia settentrionale e più precisamente nella pianura padana, che ha consentito nel corso dei secoli di rendere più fertili i terreni agricoli dei comuni più distanti dai fiumi. Tali opere attraversano talvolta anche i centri urbani mischiandosi nel caso di grandi città come Milano ai navigli e a canali di dimensioni maggiori. Sono noti anche con il nome di rogge e sono particolarmente diffusi in alcune zone della Lombardia.